# 奧克福德 (伊利諾伊州)
奧克福德（英語：Oakford）是位於美國伊利諾伊州默納德縣的一個村落。

## 地理
奧克福德的座標為40°06′08″N 89°57′53″W / 40.10222°N 89.96472°W，而該地最高點為海拔高度150米（即492英尺）。

## 人口
根據2010年美國人口普查的數據，奧克福德的面積為4.61平方千米，當中陸地面積為4.32平方千米，而水域面積為0.29平方千米。當地共有人口286人，而人口密度為每平方千米62人。